# Thalloptera zikani
Thalloptera zikani är en tvåvingeart som först beskrevs av Borgmeier 1923.  Thalloptera zikani ingår i släktet Thalloptera och familjen puckelflugor. Inga underarter finns listade i Catalogue of Life.